# Dunhill Hotel
El Dunhill Hotel es un hotel en Charlotte, Carolina del Norte. Miembro de Historic Hotels of America, fue construido en 1929 como Mayfair Manor Hotel Apartments, diseñado por Louis Asbury Sr. en estilo Classical Revival.
El Mayfair Manor de 10 pisos se inauguró en noviembre de 1929 con 100 habitaciones, atendiendo tanto a huéspedes temporales como permanentes. En su inauguración, The Charlotte Observer lo clasificó "entre los edificios más grandes y mejores de Charlotte" y lo llamó "una adición impresionante al ya imponente horizonte de Charlotte".
La propiedad se deterioró en las décadas de 1960 y 1970 antes de cerrar en 1981 y permanecer vacante durante varios años. Después de que los nuevos propietarios Brad Holcomb y Doug Patterson renovaran el hotel a un costo informado de $ 6 millones, reabrió en 1988 con 60 habitaciones y operando bajo un nuevo nombre: Dunhill Hotel. En 1991, el Dunhill fue aceptado en el programa de Hoteles Históricos de América del National Trust for Historic Preservation.
El hotel renovado tuvo problemas para mantener el negocio y terminó declarándose en bancarrota. En 1990, el prestamista del hotel, Southeastern Federal Savings Bank, ejecutó la propiedad y se convirtió en propietario. En 1991, el banco vendió la propiedad a los desarrolladores Gene Singleton y Doyle Parrish por 2,1 millones de dólares. Recibió un premio de los Hoteles Históricos de América en 2017 como el Mejor Pequeño Inn u Hotel Histórico.
En 2019, la empresa de Parrish, Summit Hospitality Group, comenzó una renovación de $2 millones.
Según los informes, el hotel está embrujado por un fantasma llamado Dusty, y también se ha informado que ciertas habitaciones están embrujadas.